# Johann II. Kasimir

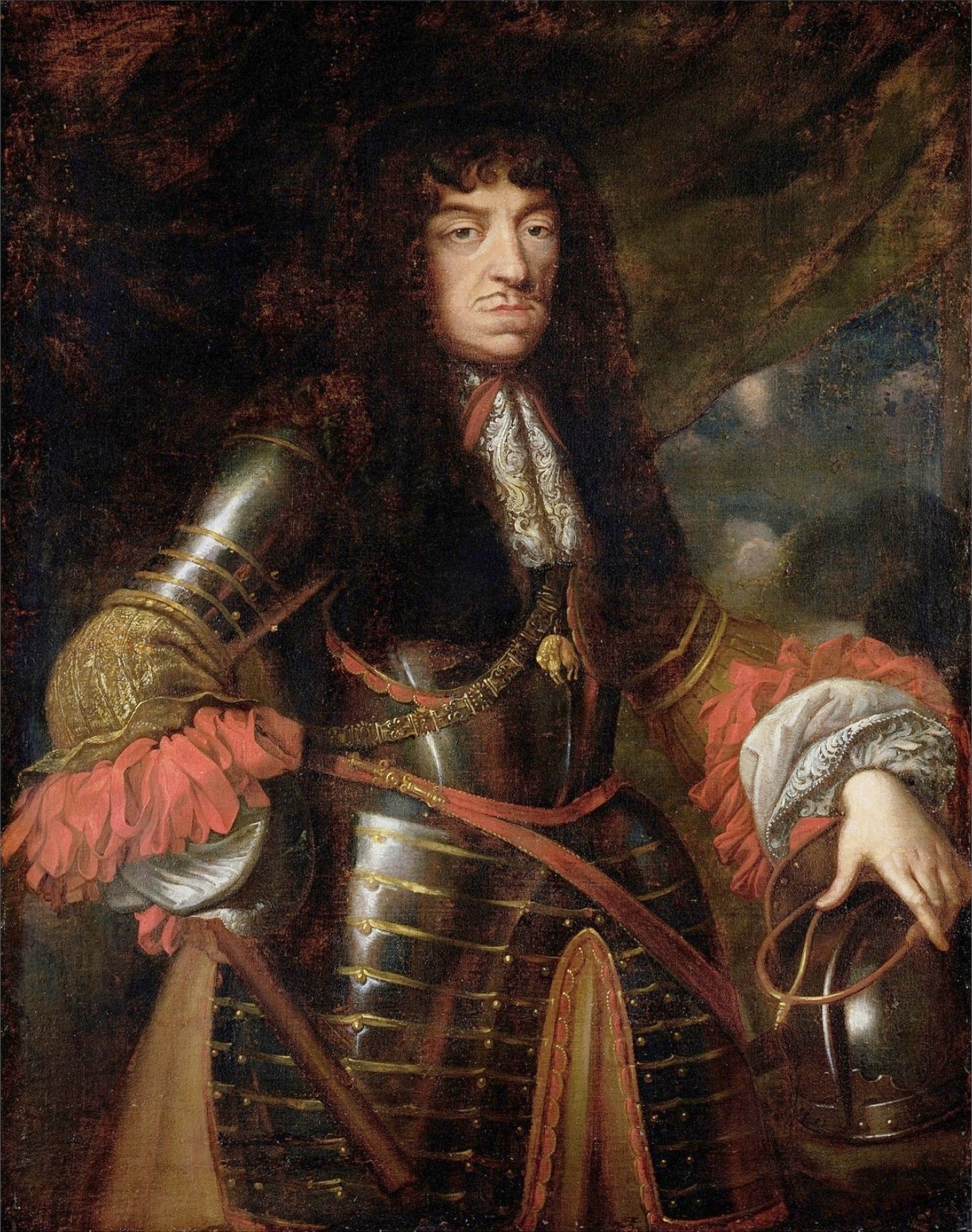
Johann II. Kasimir als König von Polen, Titularkönig von Schweden, Großfürst von Litauen (Daniel Schultz).

Johann II. Kasimir (auch Johann II. Kasimir Wasa, polnisch Jan II Kazimierz Waza, litauisch Jonas Kazimieras Vaza, lateinisch Ioannes Casimirus; * 21. März 1609 in Krakau; † 16. Dezember 1672 in Nevers) aus der schwedischen Dynastie Wasa war von 1648 bis 1668 als König von Polen und Großfürst von Litauen der gewählte Herrscher des Staates Polen-Litauen sowie bis zu seinem Lebensende Titularkönig von Schweden.

## Königliche Titulatur

Das Adelswappen der Wasa-Dynastie mit der Ährengarbe im Zentrum

- Titulatur auf Latein: „Ioannes Casimirus, Dei Gratia rex Poloniae, magnus dux Lithuaniae, Russie, Prussiae, Masoviae, Samogitiae, Livoniae, Smolenscie, Severiae, Czernichoviaeque, nec non Suecorum, Gothorum, Vandalorumque haereditarius rex, etc.“

- Deutsche Übersetzung: „Johann Kasimir, von Gottes Gnaden König von Polen, Großherzog von Litauen, Rus, Preußen, Masowien, Samogitien, Livland, Smolensk, Sewerien, Czernihów, ebenso erblicher König der Schweden, Goten und Vandalen.“

## Leben

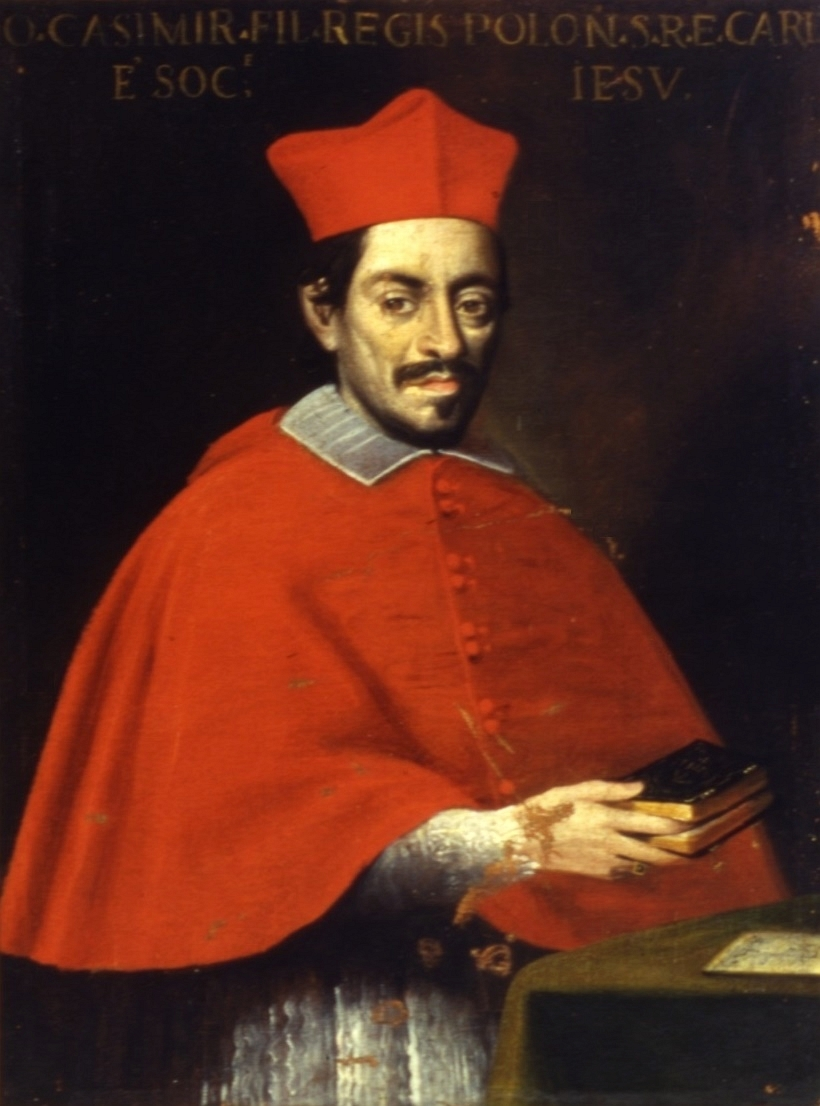
Kardinal Johann Kasimir

Johann Kasimir trat als Sohn aus der zweiten Ehe Sigismunds III. mit Constanze von Österreich zunächst 1640 in den Jesuitenorden ein und wurde wenig später von Papst Innozenz X. zum Kardinal erhoben und zum Kardinalpriester ernannt. Nach dem unerwarteten Tod seines Halbbruders König Władysław IV. Wasa bestieg er nach päpstlichem Dispens am 20. November 1648 den polnischen Thron. Wenig später heiratete er dessen Witwe, Marie Luise von Nevers-Gonzaga.

### Kosakenaufstand, Schwedische Sintflut, Kriege mit Brandenburg, Siebenbürgen und Russland
Kurz vor seinem Amtsantritt kam es 1648 im ukrainischen Teil des Reiches zum Aufstand der Saporoger Kosaken unter ihrem Hetman Bohdan Chmelnyzkyj, den auch die Krimtataren unterstützten. Die Aufständischen verübten blutige Massaker an katholischen Polen und Juden, wobei die Zahl der Opfer auf eine Viertelmillion geschätzt wird. Die Polen konnten Ende Juni 1651 das vereinte Heer  der Kosaken und Krimtataren in der Schlacht bei Berestetschko schlagen und damit die Kontrolle in Wolhynien und Podolien wieder herstellen, aber der interne Konflikt ging weiter. Die ukrainischen Kosaken schlossen 1654 mit dem Vertrag von Perejaslaw eine Allianz mit Russland, so ging der Kosaken-Aufstand in den Russisch-Polnischen Krieg 1654–1667 über (s. u.).
Als die schwedische Königin Christina I. am 16. Juni 1654 abdankte, machte Johann II. (ungeachtet des Widerspruchs seiner höchsten Würdenträger) als Urenkel Gustav I. Wasas seine Ansprüche auf den schwedischen Thron geltend. Dieser Erbstreit diente Karl X. Gustav als Vorwand zum Zweiten Nordischen Krieg, der in die polnische Geschichte als die „Blutige- bzw. Schwedische Sintflut“ einging, als die schwedischen Soldaten ab Sommer 1655 rasch bis Warschau und Krakau vordrangen. Das damals arme Schweden verfügte ab dem 17. Jahrhundert über die erste Wehrpflicht- und Berufsarmee Europas, die im Gegensatz zu den gegnerischen Söldnerarmeen hochmotiviert war, jedoch auch durch die Ausplünderung anderer Länder (u. a. Deutschland im Dreißigjährigen Krieg) unterhalten wurde. Johann II., dem die polnische Öffentlichkeit die Schuld am verheerenden Krieg anlastete und ein Teil des Adels die Loyalität kündigte (Verträge von Ujście und Kėdainiai), flüchtete bereits 1655 nach Schlesien (Schloss Oberglogau bei Neustadt), wo die Wasa in Oppeln als Landesherren auftraten. Der von ihm erhoffte militärische Beistand durch seine Verwandten, die katholischen Habsburger, blieb zunächst aus.
Im Winter 1655 überstand aber das Kloster Jasna Góra eine monatelange Belagerung durch 3000 schwedische Soldaten, was der Hilfe der Mutter Gottes zugesprochen wurde und dort einen besonderen polnischen Marienkult begründete. Der König unterstellte feierlich ganz Polen dem Schutz Mariens. Den weiteren Krieg führte er mit wechselhaftem Erfolg. Vorschnell gab er die Schlacht bei Warschau 1656 gegen Karl X. Gustav und den mit ihm verbündeten Friedrich Wilhelm von Brandenburg verloren. Friedrich Wilhelm, der für das Herzogtum Preußen ein Vasall des polnischen Königs war, ließ die schwedischen Truppen frei durch das brandenburgische Hinterpommern ziehen, um sein Land zu schützen: Dies wurde von polnischer Seite als ein klarer Lehensbruch angesehen. Auch der siebenbürgische Fürst Georg II. Rákóczi mit dem Fürsten der Moldau kam dem Schwedenkönig zur Hilfe, indem er im Bündnis mit Chmelnyzkyj weite Teile Polens durch seine kosakisch-siebenbürgische Armee (bis zu 40.000 Mann) verheeren und plündern ließ. Den völligen Zusammenbruch des Königreichs verhinderten nur der Hetman Stefan Czarniecki und seine Guerillataktik, ferner eine kurzlebige Allianz mit dem muslimischen Khanat der Krim unter İslâm III. Giray. Die Plünderungen und Steuererhebungen der Schweden kippten die Stimmung in Polen für den König.
Nach seiner Rückkehr aus dem Exil im Jahr 1656 konnte Johann II. in den folgenden Kriegsjahren sein Reich halten, musste jedoch im Vertrag von Wehlau auf die Lehnshoheit über das Herzogtum Preußen verzichten, wodurch er Friedrich Wilhelm zu einem (erneuten) Seitenwechsel bewegen konnte. Der Vertrag sollte sich später als eine der entscheidenden Wegmarken in der Entwicklung Brandenburg-Preußens zu einer europäischen Großmacht erweisen. Der Schwedisch-Polnische Krieg endete schließlich am 3. Mai 1660 im Frieden von Oliva. Der polnische König war gezwungen, auf alle seine Ansprüche auf den schwedischen Thron, Livland mit Riga und Estland zu verzichten. Schweden dagegen konnte seinen Status als Großmacht im Ostseeraum ausbauen und sich im Baltikum gegen Polen und Russland behaupten.
Im fortdauernden Russisch-Polnischen Krieg 1654–1667, zu dessen Beginn Russland und die Saporoger Kosaken riesige Gebiete seines Reiches unter ihre Kontrolle brachten, konnte Johann II. Kasimir ab 1660 das verwüstete Gebiet des Großfürstentums Litauen von russischen Truppen zurückerobern. Danach scheiterte er aber im Winter 1663/1664 mit seinem großangelegten und persönlich angeführten Feldzug über Sewerien Richtung Moskau. Vor dem Hintergrund erneuter Kämpfe mit Kosaken und Krimtataren im Süden des Reichs und einer internen Adelsrebellion unter Fürst Lubomirski war er im Vertrag von Andrussowo gezwungen, auf weite Teile des heutigen Westrusslands mit Smolensk und der Ostukraine mit Kiew bis an den Dnepr 1667 zu verzichten.

### Ergebnisse und Abdankung

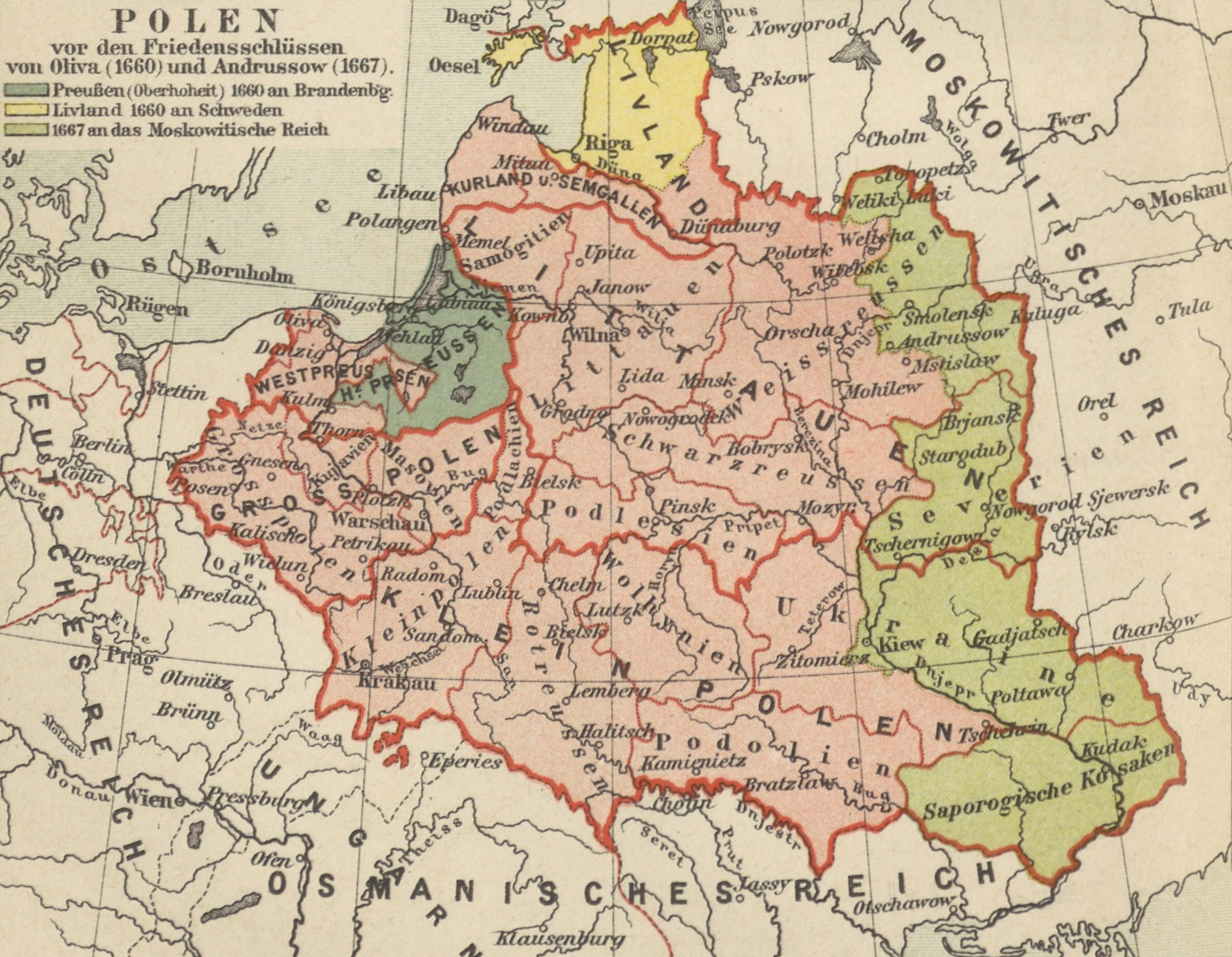
Polen-Litauen in Grenzen von 1656 und seine Gebietsverluste nach den Verträgen von 1657, 1660 und 1667

Die 20 Jahre andauernde Regierungszeit Johanns II. mit zahlreichen verheerenden Kriegen leitete das Ende des polnisch-litauischen Staates ein. Das einst wohlhabende Land wurde regelrecht ausgeplündert (in Stockholm sind bis heute die damals gestohlenen Kulturgüter zu besichtigen) und ausgeblutet: Infolge der Verwüstungen durch sechs Invasionstruppen – Kosaken, Schweden, Russen, Tataren, Siebenbürger und Brandenburger – und der daraus folgenden Seuchen, Hungersnöten, Gewaltakte und Abtretungen des Staatsterritoriums, ging die Bevölkerungszahl von 11–12 Millionen (1648) auf 8 Millionen zurück (1668). Alle Bevölkerungsschichten verarmten, hinzu kam der Wirtschaftskollaps. Da der durch Jesuiten erzogene König den Katholizismus stark förderte, waren auch der soziale Frieden im multiethnisch und -religiösen Vielvölkerstaat und die bis dato gelebte religiöse Toleranz bedroht. Infolge der katholischen Konfessionalisierung wanderte ein Teil der Protestanten ab (besonders Antitrinitarier, auch Polnische Brüder genannt, die bei ihren Zeitgenossen als hochgebildet galten), wodurch dem Land weiteres wirtschaftliches, kulturelles und intellektuelles Potential verloren ging. Die Verarmung von Unterschicht und Szlachta (v. a. kleiner und mittlerer Adel) senkte ihr politisches Bewusstsein und die Verantwortung für den Staat. Auch degenerierte durch die Egoismen des Hochadels dauerhaft die „Adelsdemokratie“. Einzig die größten Adelshäuser, die Magnaten, konnten ihre Macht und Einfluss auf Kosten des Königs ausbauen, was langfristig die Entstehung autarker Oligarchiestrukturen innerhalb der Rzeczpospolita förderte.
Aufgrund seiner außenpolitischen Niederlagen und der ungeschickten Innenpolitik verfügte Johann II. Kasimir über so wenig persönliche Autorität, dass er durch das Liberum Veto seiner Gegner keinen seiner Reformvorschläge im Sejm durchsetzen konnte. Nach der Magnatenrebellion 1665–66 unter Fürst Jerzy Sebastian Lubomirski gegen die Beschneidung der Goldenen Freiheit (Privilegien des Adels) und dem Tod seiner geliebten Ehefrau, Luisa Maria Gonzaga, gab Johann II. den Kampf gegen seine innenpolitischen Gegner endgültig auf und dankte entnervt im September 1668 ab. Vier Jahre später starb er als Abt von St. Germain-des-Prés im französischen Exil. Die sterblichen Überreste des ehemaligen Königs wurden in der Wawel-Kathedrale zu Krakau beigesetzt, wo sich sein Sarkophag in der Krypta unter der Vasa-Kapelle befindet. Da die Ehe mit Luisa Maria kinderlos blieb, bedeutete der Tod Johann Kasimirs zugleich auch das Aussterben des polnischen Zweigs der Wasa.
Als Staatsoberhaupt von Polen und Litauen folgte ihm der Magnat Michael Fürst Wiśniowiecki nach. Mit dieser Wahl wollte der Adel weitere Verwicklungen in dynastische Erbkriege mit auswärtigen Mächten ausschließen.
„Größenwahnsinnig und arrogant“ führte er eine Politik, die von massiver Selbstüberschätzung und despotischen Tendenzen geprägt war. Bereits zu Lebzeiten galt er in den Augen seiner Feinde als der unfähigste polnische Herrscher, der überdies als einziger polnischer Monarch freiwillig abgedankt hatte. Die Initialen ICR „Ioannes Casimirus Rex“ deutete man oft als „Initium Calamitatis Regni“ – Anfang des Unglücks des Reiches.

## Verweise

### Endnoten
1. ↑  Nach Brockhaus, Meyers Lexikon.
2. ↑  Adam Bujak, Jan Golonka, Izydor Matuszewski, Bogdan Waliczek, Leszek Sosnowski, Adam Sosnowski: Tschenstochau Marienheiligtum Jasna Góra. Biały Kruk, Kraków 2008, ISBN 978-83-7553-030-8.
3. ↑  Werner Schmidt: Friedrich I.: Kurfürst von Brandenburg, König in Preussen. Diederichs, 1996, ISBN 3-424-01319-6 (google.de [abgerufen am 23. August 2023]).
4. ↑  Vertrag von Wehlau (1657): Übergabe der Souveränität über das Herzogtum Preußen an den Kurfürsten von Brandenburg und dessen Nachkommen.
5. ↑  Vertrag von Oliva (1660): Völkerrechtliche Anerkennung von Polnisch-Estland und Livland mit Riga im legalen Eigentum des Königreichs Schweden (bereits in den 1620ern von König Gustav II. Adolf für Schweden erobert).
6. ↑  Vertrag von Andrussowo (1667): Anerkennung des Status quo: Das heutige Westrussland mit Smolensk und Ostukraine mit Kiew samt Umland gehen in den Besitz des Russischen Zarenreichs über (bereits seit 1654 durch russische bzw. kosakische Truppen kontrolliert).

| Vorgänger              | Amt                                             | Nachfolger           |
| ---------------------- | ----------------------------------------------- | -------------------- |
| Władysław IV./II. Wasa | König von Polen Großfürst von Litauen 1648–1668 | Michael Wiśniowiecki |

| Personendaten    | Personendaten               |
| ---------------- | --------------------------- |
| NAME             | Johann II. Kasimir          |
| ALTERNATIVNAMEN  | Jan II Kazimierz            |
| KURZBESCHREIBUNG | König von Polen (1648–1668) |
| GEBURTSDATUM     | 21. März 1609               |
| GEBURTSORT       | Krakau, Polen               |
| STERBEDATUM      | 16. Dezember 1672           |
| STERBEORT        | Nevers, Frankreich          |